# Матјаж Дебелак
Матјаж Дебелак (словен. Matjaž Debelak; Брасловче, 27. август 1965) бивши је југословенски и словеначки ски скакач.

## Биографија
Рођен је 27. августа 1965. године у месту Брасловче. Први пут се такмичио на Светском купу у сезони 1985/86, дебитовао је у Шамонију и одмах заузео осмо место. Током каријере, никада се није попео на постоље међу прва три места у Светском купу. Најбољи резултат му је био два пута пето место у Гармиш-Партенкирхену 1987. и у Сапору 1988. године.
Учествовао је на два светска првенства. Године 1987. на првенству у Оберстдорфу био је седми екипно. На светском првенству 1989. у Лахтију био је девети у екипној и шести у појединачној конкуренцији на малој скакаоници.
Највећи успех остварио је 1988. године на Зимским олимпијским играма у Калгарију, када је освојио две медаље, сребро тимски и бронзу у појединачној конкуренцији. На тимском такмичењу, репрезентација Југославије, била је у саставу Дебелак, Примож Улага, Матјаж Зупан и Миран Тепеш. Заузели су друго место, испред је била само репрезентација Финске. Крајем 1988. године, Дебелак је проглашен за најбољег спортисту у Словенији.
Због повреде колена 1990. године је прекинуо каријеру. Године 2013. примљен је у словеначки Храм спортских хероја.